# Meconopsis
Meconopsis è un genere di piante nella famiglia delle Papaveraceae.
È stato creato dal botanico Viguier nel 1814 chiamata comunemente papavero del Galles, cheCarl Linnaeus aveva descritto come Papaver cambricum.
Il nome del genere significa "simile al papavero" (mekon papavero, opsis simile). Nel ventunesimo secolo il papavero del Galles è stato spostato nel genere Papaver, mentre sono rimaste alcune specie himalayane aggiunte in un secondo momento.
Sono piante simili al papavero con fiori molto appariscenti, solitamente azzurri.